# Court Parlement

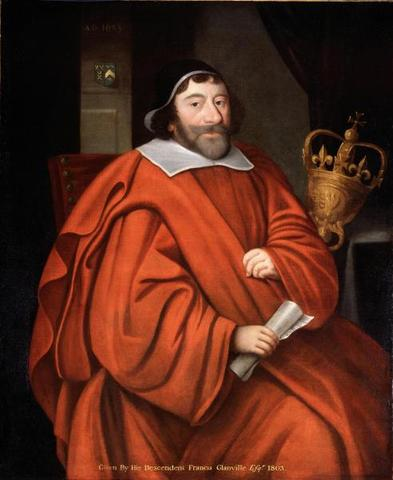
John Glanville préside le Court Parlement.

Le Court parlement (Short Parliament en anglais) est ainsi appelé car il ne dura que trois semaines, du 13 avril au 5 mai 1640, pendant le règne de Charles Ier d'Angleterre.

## Contexte
Depuis 1629, Charles Ier exerce un gouvernement personnel et refuse de convoquer le Parlement anglais suspect de vouloir empiéter sur les prérogatives du souverain. Mais la guerre déclenchée contre l'Écosse exige des moyens financiers que le Roi ne peut obtenir qu'avec l'accord du Parlement. Fin 1639, en difficulté face aux Écossais, Charles décide de convoquer un nouveau Parlement suivant ainsi les conseils de Lord Wentworth, récemment créé comte de Strafford et de William Laud, archevêque de Cantorbéry.

## La session
L'Assemblée se réunit le 13 avril 1640 sous la présidence de John Glanville, et le roi demande le vote de crédits sans en préciser l'usage. Comme ses prédécesseurs, ce Parlement s'intéresse davantage à la réparation de ce qu'il considère comme des injustices causées par l'administration royale que de voter les fonds nécessaires à la poursuite de la guerre contre les covenantaires écossais. John Pym, le représentant de Tavistock, se révèle rapidement un personnage majeur du débat. Son long discours du 17 avril exprime le refus de la Chambre des Communes de voter des subsides tant que les abus de l'administration royale ne seraient pas examinés. Les griefs portent sur les taxes tonnage et poundage et ship money, mais aussi sur l'orientation vers l'arminianisme donnée à l'Église nationale.
Dans sa réponse, Charles propose de cesser de lever la taxe de ship money. Mais 4 mai, l'intervention maladroite de secrétaire d'État, Henry Vane indispose les députés. Irrité de voir les parlementaires reprendre, au point où il en était resté en 1629, le débat concernant la violation des privilèges du Parlement lors de l'arrestation de ses membres en 1629, et troublé par le débat prévu sur la détérioration de la situation en Écosse, Charles prononce la dissolution du Parlement le 5 mai 1640 après seulement trois semaines d'exercice.

## Conséquence
La guerre contre l'Écosse va reprendre, et la défaite anglaise va entraîner le parti puritain mené par Lord Warwick à pétitionner pour demander la convocation d'un nouveau parlement. Charles devra s'y résoudre, d'autant que par le traité de Ripon, les Écossais exigent une ratification par le Parlement anglais. Le Long Parlement sera réuni dès le 3 novembre 1640.